# Onchosaurus
Onchosaurus is een geslacht van uitgestorven sclerorhynchide zaagvissen uit het Laat-Krijt (84,9 tot 66,043 miljoen jaar geleden). De fossielen zijn gevonden in de Krijt sedimenten van Egypte, Marokko, Frankrijk, Niger, Japan, Chili, Peru en de Verenigde Staten.

## Beschrijving
Deze sclerorhynchiforme zaagvissen zijn alleen bekend van losse wervels en rostrale stekels. Op basis van fossiele vondsten worden ze beschouwd als grote, op de bodem levende vissen, die voornamelijk in ondiepe mariene habitats leefden, maar ze waren ook krachtige zwemmers.

## Soorten
- Onchosaurus marocanus Arambourg, 1935
- Onchosaurus pharao (Dames, 1887)
- Onchosaurus radicalis Gervais, 1852